# Seznam dílů pořadu Ano, šéfe!
Toto je seznam dílů pořadu Ano, šéfe! Mezi lety 2009 a 2018 bylo odvysíláno celkem 95 dílů. Nová řada bude uvedena v roce 2025.

## Přehled řad
| Řada | Díly | Premiéra       | Premiéra           |
| Řada | Díly | První díl      | Poslední díl       |
| ---- | ---- | -------------- | ------------------ |
| 1    | 12   | 5. března 2009 | 21. května 2009    |
| 2    | 11   | 15. září 2009  | 24. listopadu 2009 |
| 3    | 13   | 2. března 2010 | 25. května 2010    |
| 4    | 11   | 1. září 2011   | 10. listopadu 2011 |
| 5    | 12   | 10. září 2012  | 26. listopadu 2012 |
| 6    | 17   | 28. srpna 2015 | 10. března 2016    |
| 7    | 19   | 16. ledna 2017 | 1. října 2018      |
| 8    | 10   | 28. srpna 2025 | 30. října 2025     |

## Hodnocení restaurací
V první řadě dílů byla restaurační zařízení hodnocena pouze formou doporučení (ano/ne), přičemž pokud Pohlreich podnik doporučil (níže jako ), udělil nálepku se třemi hvězdičkami.
V dalších řadách byl v případě doporučení podniku udělen i počet hvězdiček od 1 (níže jako ) do 3 (níže jako ), což bylo maximum.

## Seznam dílů
Jednotlivé názvy restaurací a podniků nemusejí být přesné.

### První řada (2009)
vysílací den: čtvrtek
| Č. v seriálu | Č. v řadě | Restaurace        | Město               | Režie              | Hodnocení | Datum premiéry  |
| ------------ | --------- | ----------------- | ------------------- | ------------------ | --------- | --------------- |
| 1            | 1         | Restaurace Hrádek | Litoměřice          | Simona Hanáková    | -         | 5. března 2009  |
| 2            | 2         | People            | Praha               | Matěj Liška        |           | 12. března 2009 |
| 3            | 3         | U Draka           | Neratovice          | Ondřej Ctibor      | -         | 19. března 2009 |
| 4            | 4         | Slepá kolej       | Benátky nad Jizerou | Kateřina Černá     |           | 26. března 2009 |
| 5            | 5         | Hejtmanský dvůr   | Slaný               | Simona Hanáková    |           | 2. dubna 2009   |
| 6            | 6         | Blue point        | Praha               | Kateřina Jeřábková |           | 9. dubna 2009   |
| 7            | 7         | Lesní zátiší      | Plzeň               | Matěj Liška        |           | 16. dubna 2009  |
| 8            | 8         | Panský dvůr       | Praha               | Simona Hanáková    |           | 23. dubna 2009  |
| 9            | 9         | Arter             | Praha               | Pavel Nosek        | -         | 30. dubna 2009  |
| 10           | 10        | Mlýnský domov     | Jinočany            | Kateřina Jeřábková |           | 7. května 2009  |
| 11           | 11        | Pí local club     | Písek               | Matěj Liška        |           | 14. května 2009 |
| 12           | 12        | Fregatta          | Měchenice           | Matěj Liška        |           | 21. května 2009 |

### Druhá řada (2009)
vysílací den: úterý
| Č. v seriálu | Č. v řadě | Restaurace                         | Město                        | Režie              | Hodnocení   | Datum premiéry     |
| ------------ | --------- | ---------------------------------- | ---------------------------- | ------------------ | ----------- | ------------------ |
| 13           | 1         | Vltavanka / U Lojzíka              | Županovice                   | Petr Volf          | -           | 15. září 2009      |
| 14           | 2         | Nová Hospoda                       | Zásmuky                      | Petr Volf          | -           | 22. září 2009      |
| 15           | 3         | U Hrabala                          | Česká Lípa                   | Kateřina Jeřábková |             | 29. září 2009      |
| 16           | 4         | U Rytíře                           | Liberec                      | Pavel Nosek        | -           | 6. října 2009      |
| 17           | 5         | U Pavouka                          | Hořesedly                    | Kateřina Jeřábková | -           | 13. října 2009     |
| 18           | 6         | U Štěpána, Zámek Kněžice (1. část) | Vojetice, Petrovice u Sušice | Simona Hanáková    | [ pozn. 1 ] | 20. října 2009     |
| 19           | 7         | U Štěpána, Zámek Kněžice (2. část) | Vojetice, Petrovice u Sušice | Simona Hanáková    | ,           | 27. října 2009     |
| 20           | 8         | Zahrada v Opeře                    | Praha                        | Matěj Liška        |             | 3. listopadu 2009  |
| 21           | 9         | Motorest Galerie                   | Karlov                       | Kateřina Jeřábková |             | 10. listopadu 2009 |
| 22           | 10        | U Dubu                             | Třebíč                       | Pavel Nosek        |             | 17. listopadu 2009 |
| 23           | 11        | ZŠ Bílá                            | Praha                        | Jana Zajícová      |             | 24. listopadu 2009 |
| —            | —         | Šťastný a veselý, šéfe!            | Praha                        | Marek Straka       | -           | 22. prosince 2009  |

### Třetí řada (2010)
vysílací den: úterý
| Č. v seriálu | Č. v řadě | Restaurace                                           | Město                      | Režie              | Hodnocení   | Datum premiéry  |
| ------------ | --------- | ---------------------------------------------------- | -------------------------- | ------------------ | ----------- | --------------- |
| 24           | 1         | Šéf se vrací (BluePoint, Slepá kolej, Šťastný hroch) | Praha, Benátky nad Jizerou | Martin Justa       | [ pozn. 3 ] | 2. března 2010  |
| 25           | 2         | Blue Note                                            | Kralupy nad Vltavou        | Kateřina Jeřábková | -           | 9. března 2010  |
| 26           | 3         | Hotel Hvězda                                         | Pec pod Sněžkou            | Kateřina Jeřábková |             | 16. března 2010 |
| 27           | 4         | Fantazie                                             | Benešov                    | Martin Justa       | -           | 23. března 2010 |
| 28           | 5         | Bohemia                                              | Dubí                       | Martin Běla        |             | 30. března 2010 |
| 29           | 6         | Radniční restaurace                                  | Jihlava                    | Simona Hanáková    |             | 6. dubna 2010   |
| 30           | 7         | Harmony                                              | Praha                      | Kateřina Jeřábková |             | 13. dubna 2010  |
| 31           | 8         | Latrán                                               | Český Krumlov              | Martin Běla        |             | 20. dubna 2010  |
| 32           | 9         | U Apoštola                                           | Jevíčko                    | Simona Hanáková    | -           | 27. dubna 2010  |
| 33           | 10        | U Tlustých                                           | Lednice                    | Pavel Nosek        | [ pozn. 4 ] | 4. května 2010  |
| 34           | 11        | Vlčárna                                              | Krásná Lípa                | Simona Hanáková    | [ pozn. 5 ] | 11. května 2010 |
| 35           | 12        | Kotelna                                              | Praha                      | Martin Justa       |             | 18. května 2010 |
| 36           | 13        | Návrat (Lesní zátiší, Pí local club, U Štěpána)      | Plzeň, Písek, Vojetice     | Martin Justa       | [ pozn. 6 ] | 25. května 2010 |

### Čtvrtá řada (2011)
vysílací den: čtvrtek
| Č. v seriálu | Č. v řadě | Restaurace                | Město         | Režie                           | Hodnocení   | Datum premiéry     |
| ------------ | --------- | ------------------------- | ------------- | ------------------------------- | ----------- | ------------------ |
| 37           | 1         | Scandinavia / Černá kočka | Svitavy       | Roman Motyčka                   | -           | 1. září 2011       |
| 38           | 2         | Bohéma                    | Brno          | Vít Klusák                      | -           | 8. září 2011       |
| 39           | 3         | Sedmé nebe                | Plzeň         | Matěj Liška                     | -           | 15. září 2011      |
| 40           | 4         | U sv. Filipa a Jakuba     | Praha         | Matěj Liška                     |             | 22. září 2011      |
| 41           | 5         | Pintovka                  | Tábor         | Vít Klusák                      |             | 29. září 2011      |
| 42           | 6         | U Stoleté lípy            | Hostivice     | Matěj Liška                     | -           | 6. října 2011      |
| 43           | 7         | Kuželna                   | Hazlov        | Roman Motyčka                   | -           | 13. října 2011     |
| 44           | 8         | Rybárna                   | Pardubice     | Vít Klusák                      |             | 20. října 2011     |
| 45           | 9         | U Zběhlíka                | Čistá         | Roman Motyčka, Jana Hadrbolcová | [ pozn. 8 ] | 27. října 2011     |
| 46           | 10        | Simsalabim / Rozmarýn     | Plzeň         | Vít Klusák                      |             | 3. listopadu 2011  |
| 47           | 11        | Café Prague               | Chicago (USA) | Jiří Kratěna                    |             | 10. listopadu 2011 |

### Pátá řada (2012)
Premiéra 10. září 2012 na Prima family. V těchto dílech se Zdeněk Pohlreich zaměřuje také na restaurace s grilem, vzhledem k jeho předešlému pořadu Šéf na grilu.
vysílací den: pondělí
| Č. v seriálu | Č. v řadě | Restaurace                     | Město             | Režie                     | Hodnocení    | Datum premiéry     |
| ------------ | --------- | ------------------------------ | ----------------- | ------------------------- | ------------ | ------------------ |
| 48           | 1         | Modrá Stodola                  | Praha             | Martin Dušek              |              | 10. září 2012      |
| 49           | 2         | Hotel Květnice                 | Tišnov            | Vít Klusák                |              | 17. září 2012      |
| 50           | 3         | Hotel Krajka                   | Vamberk           | Vít Klusák                | -            | 24. září 2012      |
| 51           | 4         | Excalibur                      | Moravská Třebová  | Vít Klusák                | [ pozn. 9 ]  | 1. října 2012      |
| 52           | 5         | Letem světem                   | Praha-Petrovice   | Michal Herz, Ondřej David | [ pozn. 10 ] | 8. října 2012      |
| 53           | 6         | Rybářská bašta                 | Praha-Hostivař    | Vít Klusák                | -            | 15. října 2012     |
| 54           | 7         | Wirtshaus in der Pupplinger Au | Egling (Bavorsko) | Martin Dušek              | [ pozn. 11 ] | 22. října 2012     |
| 55           | 8         | Georgia                        | Slunečná          | Vít Klusák                |              | 29. října 2012     |
| 56           | 9         | Ponorka                        | Most              | Martin Dušek              |              | 5. listopadu 2012  |
| 57           | 10        | Kongo                          | Kladno            | Vít Klusák                | -            | 12. listopadu 2012 |
| 58           | 11        | U Klauna                       | Olšany            | Martin Dušek              |              | 19. listopadu 2012 |
| 59           | 12        | Zámek Choltice                 | Choltice          | Ondřej David              | -            | 26. listopadu 2012 |

### Už dost, šéfe! (2013)
V době, kdy to vypadalo, že Ano, šéfe! definitivně skončilo, vznikl příbuzný pořad Už dost, šéfe!, který svým konceptem odpovídá "návratovým dílům" Ano, šéfe! - 
v šestici dílů se šéf opět vrací do restaurací, kterým v předchozích letech udělil doporučující nálepku s hvězdičkami.
vysílací den: středa

### Šestá řada (2015–2016)
vysílací den: čtvrtek
| Č. v seriálu | Č. v řadě | Restaurace                                                           | Město                               | Režie         | Hodnocení    | Datum premiéry  | Číslování TV Prima   |
| ------------ | --------- | -------------------------------------------------------------------- | ----------------------------------- | ------------- | ------------ | --------------- | -------------------- |
| 60           | 1         | Bastila                                                              | Beroun                              | Martin Dušek  |              | 28. srpna 2015  | 6. série 6. epizoda  |
| 61           | 2         | Hotel Rosa / Hotel Zlatý Potok                                       | Řetenice                            | Vít Klusák    |              | 3. září 2015    | 6. série 4. epizoda  |
| 62           | 3         | kuchařské učiliště v Trmicích                                        | Trmice                              | Martin Dušek  | [ pozn. 13 ] | 10. září 2015   | 6. série 2. epizoda  |
| 63           | 4         | American Grill Bar                                                   | Mohelnice                           | Martin Dušek  |              | 17. září 2015   | 6. série 7. epizoda  |
| 64           | 5         | Plevel                                                               | Praha                               | Vít Klusák    |              | 24. září 2015   | 6. série 5. epizoda  |
| 65           | 6         | Sametová restaurace / Restaurace V Podloubí                          | Praha                               | Vít Klusák    | -            | 1. října 2015   | 6. série 1. epizoda  |
| 66           | 7         | Grand Restaurant Septime                                             | Poděbrady                           | Filip Remunda |              | 8. října 2015   | 6. série 3. epizoda  |
| 67           | 8         | Pod Lékárnou                                                         | Židlochovice                        | Filip Remunda | -            | 15. října 2015  | 6. série 8. epizoda  |
| 68           | 9         | Návraty (Bastila, American Grill Bar, kuchařské učiliště v Trmicích) | Beroun/Cerhovice, Mohelnice, Trmice | Martin Dušek  | [ pozn. 15 ] | 14. ledna 2016  | Speciál 1. epizoda   |
| 69           | 10        | U Hastrmana                                                          | Vyšší Brod                          | Filip Remunda |              | 21. ledna 2016  | 6. série 9. epizoda  |
| 70           | 11        | Bouda v Obřím dole                                                   | Pec pod Sněžkou                     | Vít Klusák    | -            | 28. ledna 2016  | 6. série 10. epizoda |
| 71           | 12        | Motorest Tereza / Motorest Pod Řípem                                 | Postřižín                           | Filip Remunda |              | 4. února 2016   | 6. série 11. epizoda |
| 72           | 13        | Wellness relax areál                                                 | Hnačov                              | Vít Klusák    |              | 11. února 2016  | 6. série 12. epizoda |
| 73           | 14        | Městské sály                                                         | Teplice                             | Vít Klusák    |              | 18. února 2016  | 6. série 13. epizoda |
| 74           | 15        | Klub AVU                                                             | Praha                               | Vít Klusák    | -            | 25. února 2016  | 6. série 14. epizoda |
| 75           | 16        | Hotel Zámek Havířov                                                  | Havířov                             | Vít Klusák    |              | 3. března 2016  | 6. série 15. epizoda |
| 76           | 17        | Slovenská Koliba Jasná                                               | Demänovská Dolina (Slovensko)       | Filip Remunda |              | 10. března 2016 | 6. série 16. epizoda |

### Sedmá řada (2017–2018)
vysílací den: pondělí
| Č. v seriálu | Č. v řadě | Restaurace                      | Město                 | Režie         | Hodnocení    | Datum premiéry |
| ------------ | --------- | ------------------------------- | --------------------- | ------------- | ------------ | -------------- |
| 77           | 1         | America Grill & Bar Chomutov    | Chomutov              | Radovan Síbrt |              | 16. ledna 2017 |
| 78           | 2         | Hospoda U Tlusťocha             | Pasohlávky            | Filip Remunda | -            | 23. ledna 2017 |
| 79           | 3         | Restaurace U Vlka               | Brno                  | Filip Remunda | -            | 30. ledna 2017 |
| 80           | 4         | Motorest Ušák                   | Prunéřov              | Martin Dušek  |              | 6. února 2017  |
| 81           | 5         | U Kaštanů                       | Praha                 | Vít Klusák    |              | 13. února 2017 |
| 82           | 6         | Pod Lesem                       | Jíloviště             | Vít Klusák    |              | 20. února 2017 |
| 83           | 7         | WESTY Restaurant                | Hodonín               | Filip Remunda |              | 27. února 2017 |
| 84           | 8         | Tiebreak                        | Praha                 | Vít Klusák    |              | 28. srpna 2017 |
| 85           | 9         | Bílý koníček                    | Třeboň                | Vít Klusák    | [ pozn. 16 ] | 4. září 2017   |
| 86           | 10        | Slovanské gymnázium             | Olomouc               | Filip Remunda | [ pozn. 17 ] | 11. září 2017  |
| 87           | 11        | Fat Free                        | Brno                  | Vít Klusák    |              | 18. září 2017  |
| 88           | 12        | Zlatý soudek                    | Vodňany               | Vít Klusák    |              | 25. září 2017  |
| 89           | 13        | Restaurace na fotbalovém hřišti | Dymokury              | Filip Remunda |              | 2. října 2017  |
| 90           | 14        | U Všech andělů                  | Nové Město pod Smrkem | Filip Remunda |              | 27. srpna 2018 |
| 91           | 15        | Restaurace Vídeň                | Luže                  | Filip Remunda |              | 3. září 2018   |
| 92           | 16        | Mama's Bistro                   | Ostrava               | Vít Klusák    |              | 10. září 2018  |
| 93           | 17        | Pohádková restaurace            | Rožnov pod Radhoštěm  | Vít Klusák    | [ pozn. 18 ] | 17. září 2018  |
| 94           | 18        | Kamenný vrch                    | Chomutov              | Ondřej David  |              | 24. září 2018  |
| 95           | 19        | Na Kačabce                      | Praha-Hostivař        | Filip Remunda |              | 1. října 2018  |

### Osmá řada (2025)
Osmá desetidílná řada se natáčí od května 2024 do pravděpodobně jara 2025. 
Seznam lokací natáčení  : Bruntál, Mladá Boleslav, Liberec,... 
vysílací den: čtvrtek
| Č. v seriálu | Č. v řadě | Restaurace           | Město         | Režie         | Hodnocení     | Datum premiéry | Číslování TV Prima   |
| ------------ | --------- | -------------------- | ------------- | ------------- | ------------- | -------------- | -------------------- |
| 96           | 1         | Restaurace Ořechovka | Liberec       | bude oznámeno | bude oznámeno | 28. srpna 2025 | 9. série, 1. epizoda |
| 97           | 2         | Restaurace U Jelena  | Drahotuše     | bude oznámeno | bude oznámeno | 4. září 2025   | 9. série, 2. epizoda |
| 98           | 3         | bude oznámeno        | bude oznámeno | bude oznámeno | bude oznámeno | 11. září 2025  |                      |
| 99           | 4         | bude oznámeno        | bude oznámeno | bude oznámeno | bude oznámeno | 18. září 2025  |                      |
| 100          | 5         | bude oznámeno        | bude oznámeno | bude oznámeno | bude oznámeno | 25. září 2025  |                      |
| 101          | 6         | bude oznámeno        | bude oznámeno | bude oznámeno | bude oznámeno | 2. října 2025  |                      |
| 102          | 7         | bude oznámeno        | bude oznámeno | bude oznámeno | bude oznámeno | 9. října 2025  |                      |
| 103          | 8         | bude oznámeno        | bude oznámeno | bude oznámeno | bude oznámeno | 16. října 2025 |                      |
| 104          | 9         | bude oznámeno        | bude oznámeno | bude oznámeno | bude oznámeno | 23. října 2025 |                      |
| 105          | 10        | bude oznámeno        | bude oznámeno | bude oznámeno | bude oznámeno | 30. října 2025 |                      |